# Antonio Gardano
Antonio Gardano (nato Antoine Gardane; Provenza, 1509 – Venezia, 28 ottobre 1569) è stato un compositore e editore musicale italiano.
È considerato uno dei più antichi editori musicali ed è stato il capostipite di una importante famiglia di editori che ha operato a Venezia dal 1538 al 1685.

## Biografia
Dal suo cognome si presume che sia originario della Provenza ed in particolar modo di Gardane, località limitrofa ad Avignone.
È probabile che Gardano sia stato allievo di Jacques Moderne, noto editore musicale francese, prima di trasferirsi a Venezia nel 1538 e avviare la sua attività dapprima a Rialto e successivamente a San Salvatore.
Si sposò, intorno al 1539, con la figlia del tipografo Agostino Bindoni, sorella di Stefano Bindoni, con la quale ebbe tre figli.
Antonio esordì nel 1539 con la sua prima pubblicazione, che si è caratterizzata per la marca tipografica di un leone e di un orso impreziosita da temi floreali, e ha proseguito la sua attività sia stampando opere inedite sia ristampando edizioni già pubblicate da altri editori.
Tra le sue pubblicazioni, eleganti e raffinate, vanno incluse varie opere vocali profane oltreché musica vocale sacra e composizioni strumentali. Stampò madrigali, come quelli di Filippo Azzaiolo, di Orlando di Lasso, di Vincenzo Ruffo, oltre a mottetti, tra i quali i Mottetti del frutto del 1539, nei quali raccolse molte novità. Importanti anche le stampe di musica strumentale, come per esempio quelle di Annibale Padovano.
Nel 1559 pubblicò Musica nova, che per nulla immune all'atmosfera politica italiana del Rinascimento, presenta una serie di canzoni pro-repubbliche del settentrione; nella pubblicazione Canzoni francesi del 1564 inserì anche sue composizioni.
Tra le composizioni di Gardano si annoverano: due messe; un salmo francese; sette mottetti; sessantanove canzoni, che ottennero un buon successo in Italia e in Europa.
La collezione intitolata Intabolatura Nova di Balli, pubblicata nel 1551, contiene molte delle forme popolari di danza dell'epoca, tra cui le gagliarde, i pavanés e i passamezzi. 
Nel catalogo di Gardano si ricordano anche Jacques Arcadelt, Cipriano de Rore e Adrian Willaert. Gardano e Girolamo Scotto, proprietario dell'altra grande casa editrice veneziana nella metà del XVI secolo, mantennero il monopolio della pubblicazione in Italia per decenni. Mentre la casa di Scotto pubblicava anche libri di diritto, di medicina, di filosofia, di teologia, oltre alla musica, Gardano pubblicò solo musica.
Fu sepolto presso la chiesa di San Salvador in un sepolcro posto nei pressi dell'altare del Crocifisso: il deposito terragno è coperto da una lastra iscritta: «ANTONIO | GARDANO AC POST. | USQ . AD NOVISSIMUM DIEM OBIIT ANN. D. MDLXVIIII | MEN OCT. DIE XXVIII». 
La sua attività venne proseguita dai due figli, Alessandrò nella città di Roma e Angelo attivo invece a Venezia.

## Pubblicazioni principali
- Dialogo della bellezza di N. Franco (1542);
- La illuminata de tutti i tuoni di canto fermo di L'Aiguino Illuminato (1562);
- Canzoni a 4 di Clement Jannequin (1538);
- Canzoni francese a 2 voci di Antonio Gardano e di altri autori (1539);
- Primo libro di madrigali de diversi a misura di breve a 4 voci (1539);
- Primo libro di madrigali de diversi a 5 voci (1542);
- Motetta 3 vocum ab pluribus authoribus (1543);
- Flos florum primus liber cum 4 vocibus (1545);
- Quinque missarum harmonia diapente (1547);
- Il primo libro de madrigali a notte negre (1548);
- Madrigali de la fama a 4 voci (1548);
- Diverse modulationes quae sub titulo Fructus vagantur liber primus cum 4 vocibus (1549);
- De diversi il quarto libro de madrigali a 4 voci a note bianche (1554);
- Il primo libro de le muse a 5 voci (1555);
- Fantasie, ricercari, contrapunti a 3 voci di m. Adriano et altri autori, appropriati per cantare e sonare d'ogni sorte di strumenti (1559);
- Villotte alla napolitana (1560);
- Madrigali ariosi a 4 voci (1560);
- Liber missarum 4 cum 5 et 6 vocibus (1566);
- Novi thesauri musici liber primus et secundus (1568).[1]